# بزمار
بزمار (به عربی: بزمار) یک منطقهٔ مسکونی در لبنان است که در استان جبل لبنان واقع شده‌است.
اکثریت ساکنین این منطقه را مارونی‌ها و ارمنیان کاتولیک تشکیل می‌دهند.